# Scottish Power
Scottish Power – brytyjskie przedsiębiorstwo energetyczne z siedzibą w Glasgow, w Szkocji, zajmujące się wytwarzaniem, dystrybucją i sprzedażą energii elektrycznej oraz gazu ziemnego. Na mocy licencji wydawanej przez Office of Gas and Electricity Markets (urząd ds. rynku gazu i energii elektrycznej) przedsiębiorstwo jest odpowiedzialne za dystrybucję energii w południowej Szkocji, północnej Walii oraz w Merseyside i Cheshire.

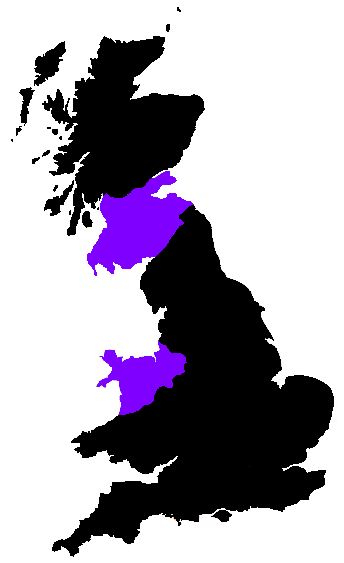
Obszar działalności Scottish Power w 2006 roku

Scottish Power utworzono w 1990 roku, przed prywatyzacją brytyjskiego sektora energetycznego.
Dawniej przedsiębiorstwo było notowane na giełdzie papierów wartościowych London Stock Exchange, pojawiło się również na indeksie FTSE 100. Od 2007 roku Scottish Power jest częścią hiszpańskiego koncernu Iberdrola.